# Hendrick Martensz. Sorgh

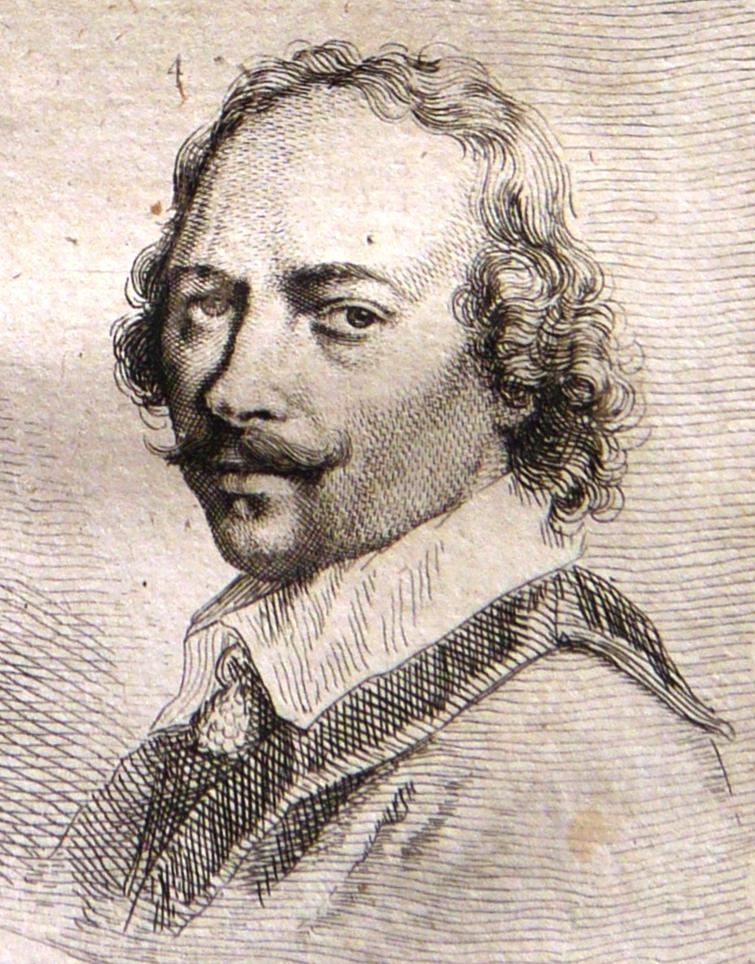
Hendrick Martensz Sorgh

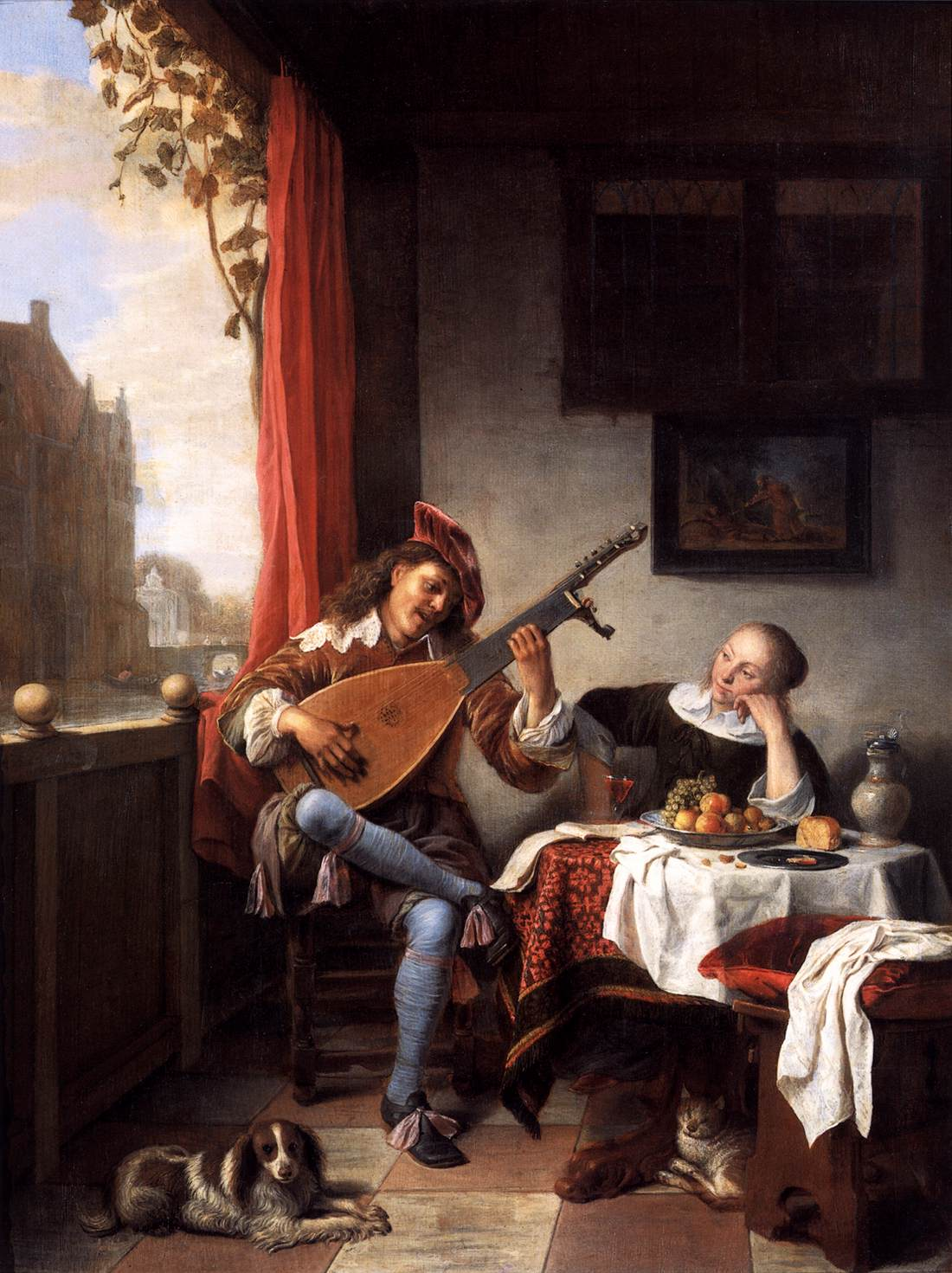
De luitspeler. 1661. Amsterdam, Rijksmuseum Amsterdam.

Hendrick Martensz. Sorgh (Rotterdam, ca 1611 – begraven aldaar, 28 juni 1670) was een Nederlands kunstschilder in de traditie van de Hollandse school.
Sorgh was een leerling van  David Teniers de Jonge en Willem Buytewech en hoewel zijn werk is beïnvloed door Teniers en Adriaen Brouwer, stond het genre van zijn schilderijen van boereninterieurs en markttaferelen in de traditie van de Rotterdamse schilders van het midden van de zeventiende eeuw. Andere Rotterdamse schilders die tot dezelfde traditie behoorden, waren Herman en Cornelis Saftleven, Pieter de Bloot en François Ryckhals.
Hendrick Sorgh - hij signeerde ook met “Sorch” en “de Sorch” - was de zoon van 
Maerten Claes Rochus (overleden te Rotterdam, 11 januari 1642) en diens tweede vrouw Elisabeth (Lysbeth) Hendricksd van Hengel (overleden te Rotterdam, 30 juni 1623), met wie Maerten op 28 mei 1606 te Rotterdam trouwde. Zijn moeder kwam uit Antwerpen, zijn vader was een veerman, die goederen van Rotterdam naar de markt in Dordrecht bracht. Maerten stond erom bekend de zending en aflevering van goederen zorgvuldig af te handelen, waardoor hij de bijnaam “Zorg” kreeg. Hendrick gebruikte de bijnaam van zijn vader als achternaam.
Zelf trouwde hij op 20 februari 1633 in Rotterdam met Adriaantje Hollaer (1610-1693), ze was de dochter van een koopman en de schoonzuster van de kunstschilder Crijn Hendricksz. Volmarijn. Ze krijgen zeker vijf kinderen, een zoon heet Maerten Sorgh (ca. 1641-1702).
In 1636 of 1637 werd hij meester bij het Sint-Lucasgilde en had hij een leerling Pieter Nijs uit Amsterdam. Pieter Crijnse Volmarijn, zijn neef, en Cornelis Dorsman kwamen later ook bij hem in de leer.
De zaken gingen goed en Hendrick Sorgh was een bemiddeld man met een belangrijke positie in de maatschappij. In 1637 kocht hij een huis genaamd “Het Vrouwehoofd” voor een flinke som gelds. In een document uit 1638 staat hij genoemd als “Veerman tussen Rotterdam en Dordrecht”, hoewel vergelijkbaar met de functie van zijn vader gaat het hier waarschijnlijk om een erebaan. Zijn aanstelling bij de gemeente in erefuncties als 'broodweger' in 1657 en 'brandmeester' in 1659, samen met zijn deelname in 1646 aan een konijnenjacht in Vlaardingen met de baljuw van Rotterdam, laten zien dat hij enig lokaal aanzien genoot.
In 1654 kreeg hij opdracht van de stad Rotterdam om een portret van Erasmus te restaureren, in 1669 werd hij hoofdman van het Sint-Lucasgilde, dat jaar kocht hij een bloementuin aan de Schiekade. Hij stierf in 1670 en werd begraven in de Grote Kerk van Rotterdam.
- Bibliothèque nationale de France: cb14959713r (data)
- Biografisch Portaal: 31734700
- Gemeinsame Normdatei: 130439983
- International Standard Name Identifier: 0000 0001 1632 7209
- KulturNav: 53b3aea2-986d-4dcc-ab38-5ecf13201270
- Library of Congress Control Number: nr88012540
- Nationale Bibliotheek van Tsjechië: xx0227509
- Nationale Bibliotheek van Israël: 987007500829405171
- Nederlandse Thesaurus van Auteursnamen: 07038505X
- RKD-Nederlands Instituut voor Kunstgeschiedenis: 73980
- SNAC: w6x95xqs
- Système universitaire de documentation: 158492501
- Union List of Artist Names: 500019955
- Virtual International Authority File: 45409167
- WorldCat: E39PBJhRBYdYgP4xm3MXXDvCQq